# Stazione di Mimiani-San Cataldo
La stazione di Mimiani-San Cataldo è una stazione ferroviaria posta sulla linea Caltanissetta-Palermo.